# 壺神山
壺神山（つぼがみやま）は、愛媛県大洲市と伊予市にまたがる出石山地に属する標高970.8mの山である。
北西は瀬戸内海に山裾を落とし、南西は肱川が流れる。この地方では一番高い山である。壺神様という天水の神を祀る地域信仰の山であり、山頂近くに壺神神社がある。
山頂直下に電波塔があるので車道が山頂近くまで来ており、15分足らずで頂上に至る。しかし頂上は雑木林の中にあり、展望は利かない。

## ギャラリー

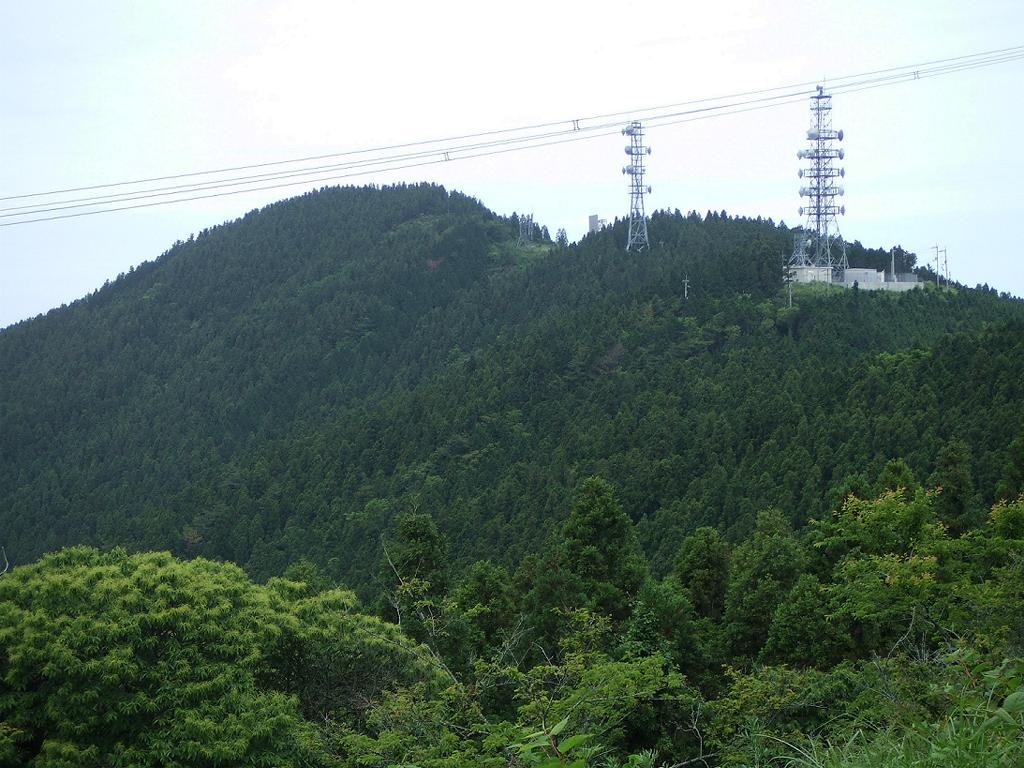
山頂近く
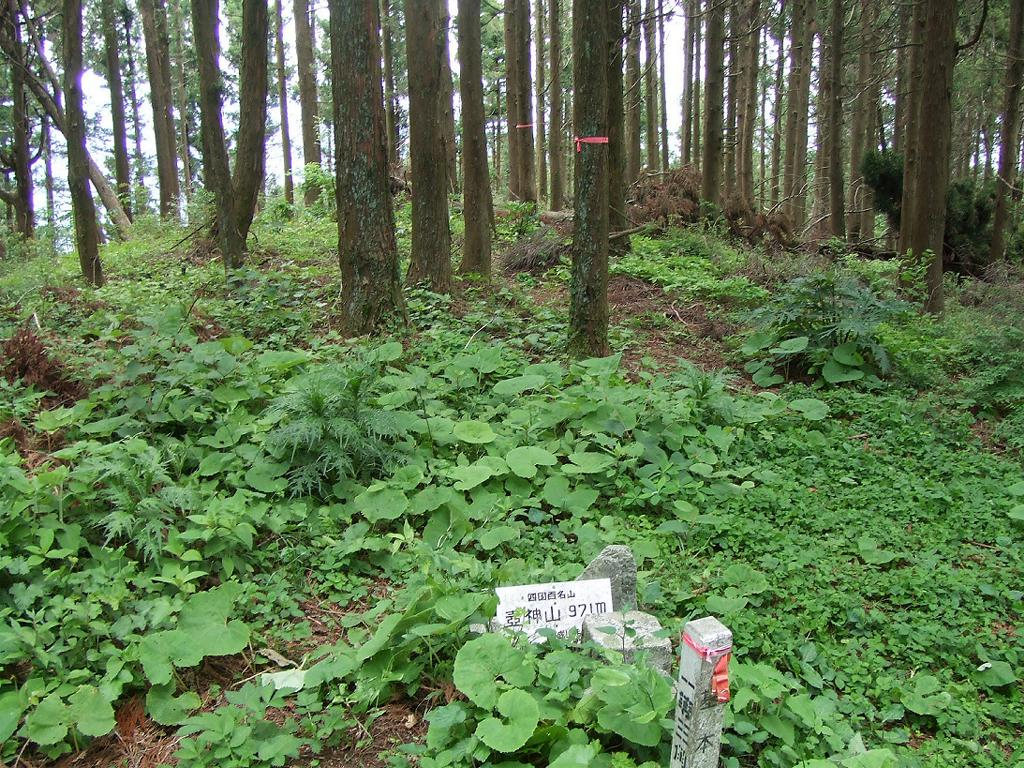
頂上
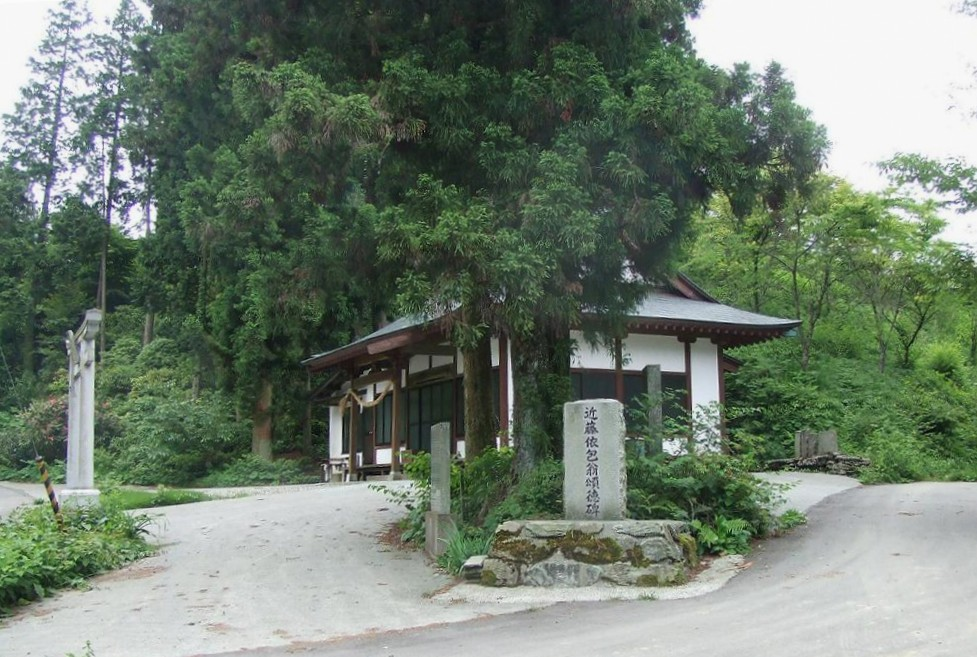
壺神神社